# Hargraves-cel

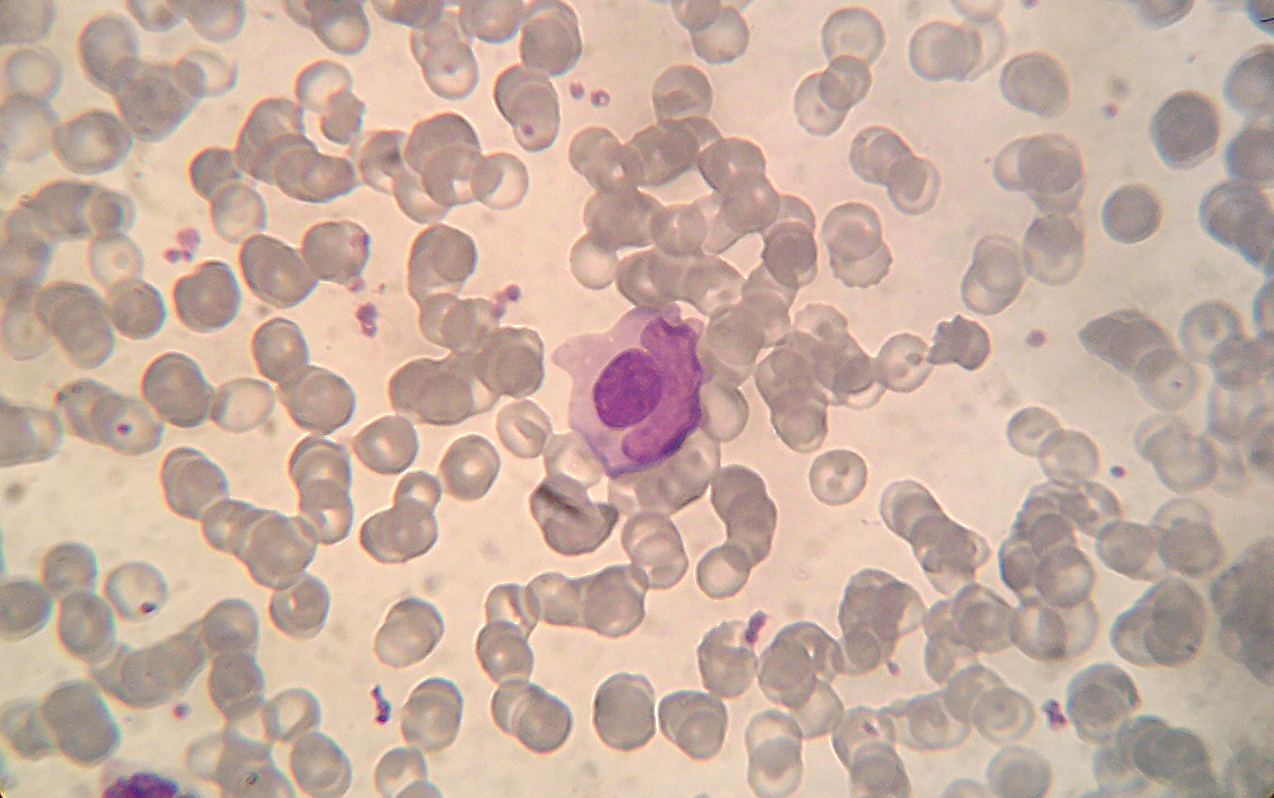
Een macrofaag die een lymfocyt heeft gefagocyteerd. May-Grünwald Giemsa-kleuring.

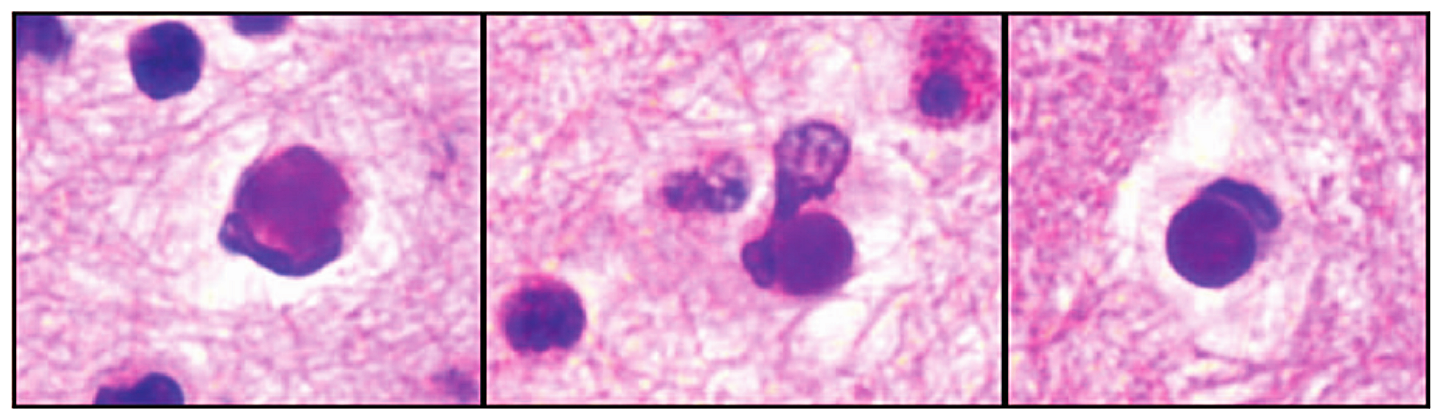
Pleuravocht met verschillende Hargraves-cellen met een dichte omsluiting van cytoplasma (hematoxylinelichaampje) (H&E, × 400).

Een Hargraves-cel ook bekend als lupus erythematodescel (LE-cel) is een neutrofiele granulocyt of macrofaag die het gedenatureerde celkern materiaal van een andere cel heeft gefagocyteerd. De gedenatureerde celkern bevindt zich in het centrale deel van de fagocyterende cel (het LE-lichaampje), terwijl de celkern zelf aan de periferie meestal hoefijzervormig blijft. Een hematoxylinelichaampje of LE-lichaampje is een dicht, homogeen, basofiel deeltje dat gemakkelijk met hematoxyline te kleuren is. Het bestaat uit afgebroken celkernmateriaal van een beschadigde cel, samen met autoantilichamen en een beperkte hoeveelheid cytoplasma.

Ze zijn kenmerkend voor lupus erythematodes, maar worden ook aangetroffen bij vergelijkbare bindweefselaandoeningen of sommige auto-immuunziekten, zoals bij ernstige reumatoïde artritis. Hargraves-cellen kunnen worden waargenomen bij geneesmiddelgeïnduceerde lupus, bijvoorbeeld na behandeling met methyldopa. Methyldopa, ook bekend als α-methyl-L-DOPA is een geneesmiddel dat wordt gebruikt bij hoge bloeddruk.
De Hargraves-cel werd in 1948 in het beenmerg ontdekt door Malcolm McCallum Hargraves (1903-1982), een arts en praktiserend histoloog bij de Mayo Clinic. Hargraves heeft mogelijk voorrang gekregen door een publicatieconcept van John R. Haserick tegen te houden, die Dorothy Sundberg, hoofd hematoloog bij de University of Minnesota Hospitals, de eer geeft voor de eerste identificatie van Hargraves-cellen.
Vanouds wordt de Hargraves-cel microscopisch geanalyseerd, maar het is ook mogelijk deze cellen te bestuderen met behulp van flowcytometrie.
Hargraves-cellen moeten niet worden verward met Tart-cellen die celkernmateriaal hebben opgenomen. Ze hebben een zichtbaar chromatine in plaats van een homogeen uiterlijk en lijken daardoor op een schietschijf met een roos. De Tart-cel is vernoemd naar de patiënt Tart, waarbij ze in grote hoeveelheden in het beenmerg werden gevonden.